# Зазеркалье (театр кукол)
Театр кукол «Зазеркалье» — детский кукольный театр в Алма-Ате, Казахстан.

## История
Кукольный театр «Зазеркалье» был открыт в 1989 году. Труппа театра была основана из постоянных участников телепередачи «Топ малыш» на канале «Хабар». Художественным руководителем новообразованного театра стала Надежда Майбо, в то время артист и режиссёр Республиканского кукольного театра.
Особенностью театра стало то, что уже у дверей театра детей встречают персонажи спектаклей — Карманчик, Весёлка, Звёздочка и Балабака, которые играют с детьми до начала спектакля. Коллектив театра небольшой. В него входят 8 актёров, администратор, художник-декоратор, осветитель, водитель, швея-бутафор (всего 14 человек).
По словам Надежды Майбо, театр практически не использует рекламу, а наполняемость ему обеспечивает высокое качество спектаклей и симпатия зрителей. Принимает участие в различных фестивалях, а также общегородских мероприятиях.
В 2012 году театр кукол лишился помещения, в котором игрались спектакли на протяжении 20 лет.
В настоящее время труппа театра проводит спектакли на сцене Театра имени Б. Омарова «Жас Сахна».

## Репертуар
В репертуар кукольного театра входит большое количество спектаклей, таких как «Колобок», «День именинника. Солнечная сказка», «Щелкунчик и мышиный король», «Африканская сказка», «Сказание акына» и другие. Ежегодно театр готовит новогодние спектакли, а также представления к празднованию Наурыза.